# Death to False Metal
Death to False Metal es un álbum recopilatorio de la banda estadounidense Weezer, lanzado el 2 de noviembre de 2010 por Geffen Records. El álbum recupera varias canciones que a lo largo de la carrera del grupo no fueron editadas (desde 1993 y hasta 2010). Es considerado un álbum de estudio según el líder de la banda, Rivers Cuomo: «Juntas, estas canciones forman el álbum que lógicamente debe seguir a Hurley».
Fue lanzado simultáneamente con una edición de lujo del segundo álbum de la banda, Pinkerton. El título es una referencia a una frase común de la banda Manowar a menudo usada en las letras de sus canciones (como «Master of the Wind») y catálogos de sus álbumes.

## Antecedentes y grabación
El proyecto, originalmente conocido como Odds and Ends, fue mencionado por primera vez por Brian Bell en la emisora KROQ cuando Weezer asistió a un espectáculo en el verano de 2008. Rivers Cuomo dijo que son «buenas canciones, buenas grabaciones, pero por alguna razón no llegaron a integrar ningún álbum. Y como en el disco Alone, abarcan un largo período de tiempo desde el principio de nuestra carrera a principios de los años 1990 hasta el presente». 
Rivers Cuomo considera a Death to False Metal como el «noveno álbum de estudio» de Weezer. Sin embargo, el webmaster e historiador de la banda, Karl Koch, describió el lanzamiento como «un álbum especial (...) como una versión de Weezer de las grabaciones Alone de Rivers».
La versión de «Mykel & Carli» de la versión del álbum lanzada por iTunes es diferente a la previamente lanzada en el sencillo de «Undone - The Sweater Song» y la edición de lujo de The Blue Album de la banda de 1994. Algunos fans han especulado que se podría tratar de la grabación original de la canción en 1993 durante la grabación de The Blue Album, ya que la versión más común y previamente lanzada fue grabada en el verano de 1994.
La primera canción, «Turning Up the Radio», es resultado del proyecto de escritura de Rivers Cuomo Let's Write a Sawng.

## Lista de canciones
Todas las canciones escritas por Rivers Cuomo, excepto las indicadas.
Edición corriente
1. "Turning Up the Radio" – 3:37
2. "I Don't Want Your Loving" – 3:03
3. "Blowin' My Stack" – 3:44 (Rivers Cuomo, Brian Bell, Scott Shriner)
4. "Losing My Mind" – 4:02
5. "Everyone" – 2:49
6. "I'm a Robot" – 2:31
7. "Trampoline" – 2:45
8. "The Odd Couple" – 3:07
9. "Autopilot" – 2:57
10. "Unbreak My Heart" (originalmente interpretada por Toni Braxton) – 4:11 (escrita por Diane Warren)

Bonus tracks internacionales
1. "Yellow Camaro" – 1:54 (Brian Bell) [solo en Japón]
2. "Outta Here" – 2:34

Bonus track de iTunes Store
1. "Mykel & Carli" – 3:14 (versión grabada durante las sesiones de grabación de The Blue Album)